# Miloš Bečvář
Miloš Bečvář (* 21. ledna 1957 Strakonice) je bývalý československý běžec na lyžích a cyklista. V roce 1980 se zúčastnil ZOH v Lake Placid a v roce 1984 ZOH v Sarajevu. Dále se účastnil MS 1982, 1985 a řady závodů Světového poháru, stal se 10× mistrem republiky v běhu na lyžích a později i na horských kolech v kategorii Master 1 a 1. na MS masters.